# Leyden (Nowy Jork)
Leyden – miasto w Stanach Zjednoczonych, w stanie Nowy Jork, w hrabstwie Lewis.